# Jordi Sans
Jordi Sans Juan detto Chiqui (Barcellona, 3 agosto 1965) è un ex pallanuotista spagnolo, vincitore di una medaglia d'oro ai giochi olimpici di Atlanta 1996 ed una d'argento ai giochi di Barcellona 1992.